# Abd-ul-lah ibn Seijid-Muhammed

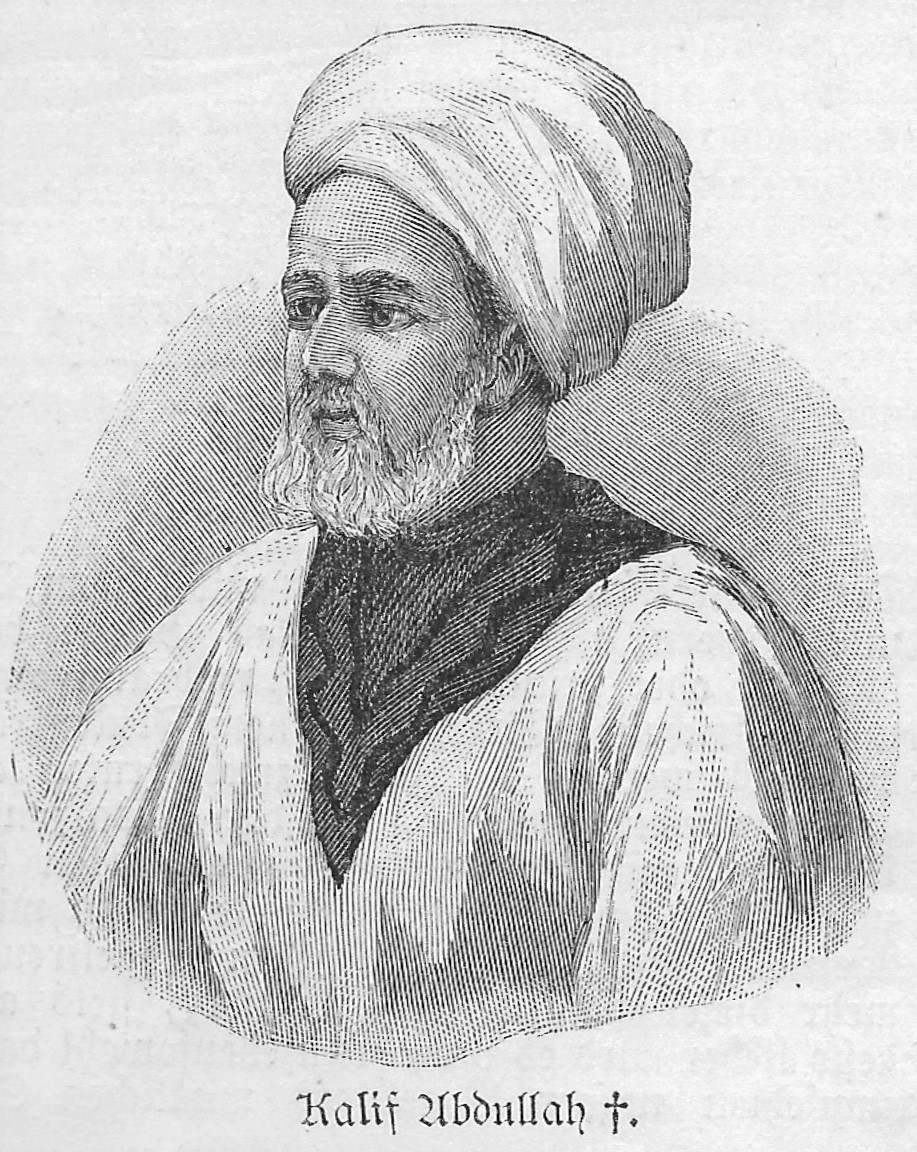
Abd-ul-lah ibn Seijid-Muhammed

Abd-ul-lah ibn Seijid-Muhammed, kalif, född 1846 i sydvästra Darfur, död 24 november 1899 vid Om Debrikat, var son till en dervischpräst av baggara-stammen. Han slöt sig till den av "mahdin" Muhammed Ahmed ledda religiöst politiska rörelsen i Sudan och blev efter dennes död (1885) hans efterträdare som mahdi och kalif.
Liksom sin företrädare förde han i Omdurman en grymt despotisk regering, bekämpade 1886-1889 med framgång abessinierna, men tillbakaslogs 1893 av italienarna och vågade inte framtränga norrut mot Egypten. En brittisk-egyptisk styrka under general Kitchener återtog 1896 provinsen Dongola och 1897 Berber samt tillfogade 2 september 1898 mahdisterna det avgörande nederlaget vid Omdurman. Abd-ul-lah ibn Seijid-Muhammed samlade igen i Kordofan sina skaror, men besegrades i grund 24 november 1899 vid Om Debrikat av general Reginald Wingate och stupade själv i slaget.